# Jamina Roberts
Jamina Roberts (Göteborg, 1990. május 28. –) svéd válogatott kézilabdázó, balátlövő. Jelenleg a dán első osztályú Ikast Håndbold játékosa.
Édesapja arubai származású, édesanyja svéd.

## Pályafutása

### Klubcsapatokban
Roberts az IK Sävehof csapatában kezdett kézilabdázni, a felnőtt csapatnak 2009-től volt tagja. Ötszörös svéd bajnokként 2014-ben igazolt a dán TTH Holstebro csapatához. Ezzel a csapattal lett 2015-ben EHF-kupa-győztes, 2016-ban pedig KEK-győztes. 2016-ban a klub anyagi gondjai miatt Roberts távozni kényszerült, és visszaigazolt egy szezon erejéig nevelőegyütteséhez, az IK Sävehofhoz. 2017-ben lett a magyar bajnoki bronzérmes Érd NK játékosa. Egy év után visszatért Dániába, a Randers HK játékosa lett. 2020 februárjában várandóssága miatt szüneteltette pályafutását. A következő szezonban újra a IK Sävehof játékosaként tért vissza a kézilabdapályára. 2022-ben Svédországban az év játékosának választották. 2022-ben igazolta le a BL-címvédő norvég Vipers Kristiansand, akikkel 2023-ban megnyerte a Bajnokok Ligáját, a Ferencvárosi TC ellen vívott döntőben 5 gólt szerzve. 2025. január 13-án klubja csődje miatt Robertsnek is távoznia kellett a Vipers csapatából és végül még a hónap végén a dán első osztályú Ikast Håndbold igazolta le.

### A válogatottban
A válogatottban először 2010-ben szerepelt. A 2010-es Európa-bajnokságon három találatot szerzett a tornán, és végül ezüstérmes lett. A 2014-es Európa-bajnokságon bronzérmet szerzett. Három olimpián vett részt, a 2012-es londonin, a 2016-os rióin és a 2021-es tokióin. Ez utóbbin Roberts volt 39 góljával a svéd válogatott legeredményesebb játékosa és az All-Star csapatba is beválasztották.

## Sikerei, díjai
- Európa-bajnokságon ezüstérmes: 2010
  - bronzérmes: 2014
- Svéd bajnok: 2010, 2011, 2012, 2013, 2014, 2022
- Norvég bajnok: 2023
- Bajnokok Ligája győztes: 2023
- EHF-kupa-győztes: 2015
- Kupagyőztesek Európa-kupája-győztes: 2016

- All-Star csapat tagja olimpián: 2021
- Év játékosa Svédországban: 2022